# COX-2
Ciclo-oxigenase-2 (COX-2) também conhecida como prostaglandin-endoperoxide synthase 2 é uma enzima que em humanos é codificada pelo gene Ptgs2.
É responsável pelos fenômenos da inflamação e produção das prostaglandinas,responsáveis pela proteção estomacal.
Diferente da COX-1, que é apresentada em todo o organismo, a COX-2 só é apresentada em áreas de inflamação e no endotélio.

## História
Foi descoberta em 1991 por Daniel L. Simmons da Universidade Brigham Young.

## Função
PTGS2 (COX-2), converte o ácido araquidônico (AA) em prostaglandina endoperóxido H2. PTGSs são alvos de AINEs e inibidores específicos de PTGS2 (COX-2) chamados coxibs. PTGS-2 é um homodímero de sequência. Cada monômero da enzima possui uma peroxidase e um sítio ativo PTGS (COX). As enzimas PTGS (COX) catalisam a conversão do ácido araquidônico em prostaglandinas em duas etapas. Primeiro, o hidrogênio é extraído do carbono 13 do ácido araquidônico e, em seguida, duas moléculas de oxigênio são adicionadas pelo PTGS2 (COX-2), resultando em PGG2. Em segundo lugar, o PGG2 é reduzido a PGH2 no sítio ativo da peroxidase. A PGH2 sintetizada é convertida em prostaglandinas (PGD2, PGE2, PGF2α), prostaciclina (PGI2) ou tromboxano A2 por isomerases específicas do tecido.
Ao metabolizar o ácido araquidônico principalmente em PGG2, a COX-2 também converte esse ácido graxo em pequenas quantidades de uma mistura racêmica de ácidos 15-hidroxiicosatetraenóicos (isto é, 15-HETEs) composta de ~22% 15(R)-HETE e ~78% Estereoisômeros 15(S)-HETE, bem como uma pequena quantidade de 11(R)-HETE. Os dois estereoisômeros 15-HETE têm atividades biológicas intrínsecas, mas, talvez mais importante, podem ser metabolizados em uma classe principal de agentes, as lipoxinas. Além disso, a COX-2 tratada com aspirina metaboliza o ácido araquidônico quase exclusivamente em 15(R)-HETE, cujo produto pode ser posteriormente metabolizado em epilipoxinas. As lipoxinas e as epilipoxinas são potentes agentes anti-inflamatórios e podem contribuir para as atividades gerais das duas COXs, bem como para a aspirina.

A COX-2 é naturalmente inibida pelo calcitriol (a forma ativa da vitamina D).

## Mecanismo
As atividades de peroxidase e PTGS são inativadas durante a catálise por processos de primeira ordem baseados em mecanismos, o que significa que as atividades de PGHS-2 peroxidase ou PTGS caem para zero em 1 a 2 minutos, mesmo na presença de substratos suficientes.
A conversão de ácido araquidônico em PGG2 pode ser mostrada como uma série de reações radicais análogas à autoxidação de ácidos graxos poliinsaturados.  O 13-pro(S) -hidrogênio é abstraído e o dioxigênio captura o radical pentadienil no carbono 11. O radical 11-peroxil cicliza no carbono 9 e o radical centrado no carbono gerado no C-8 cicliza no carbono 12, gerando o endoperóxido. O radical alílico gerado é capturado pelo dioxigênio no carbono 15 para formar o radical 15-(S)-peroxil; este radical é então reduzido a PGG2. Isto é suportado pelas seguintes evidências: 1) um efeito isotópico cinético significativo é observado para a abstração do 13-pro (S )-hidrogênio; 2) os radicais centrados no carbono são capturados durante a catálise;
Outro mecanismo no qual o 13-pro(S)-hidrogênio é desprotonado e o carbânion é oxidado a um radical é teoricamente possível. No entanto, a oxigenação do ácido 10,10-difluoroaraquidônico para o ácido 11-(S)-hidroxieicosa-5,8,12,14-tetraenóico não é consistente com a geração de um carbânion intermediário porque eliminaria o flúor para formar um dieno conjugado.  Acredita-se que a ausência de produtos contendo endoperóxido derivados do ácido 10,10-difluoroaraquidônico indique a importância de um carbocátion C-10 na síntese de PGG2. No entanto, o mecanismo catiônico requer que a formação de endoperóxido ocorra antes da remoção do 13-pro(S)-hidrogênio. Isso não é consistente com os resultados dos experimentos com isótopos da oxigenação do ácido araquidônico.

## Leitura de apoio
- Wang D, Patel VV, Ricciotti E, Zhou R, Levin MD, Gao E, Yu Z, Ferrari VA, Lu MM, Xu J, Zhang H, Hui Y, Cheng Y, Petrenko N, Yu Y, FitzGerald GA (maio de 2009). «Cardiomyocyte cyclooxygenase-2 influences cardiac rhythm and function». Proc. Natl. Acad. Sci. U.S.A. 106 (18): 7548–52. PMC 2670242. PMID 19376970. doi:10.1073/pnas.0805806106
- Richards JA, Petrel TA, Brueggemeier RW (2002). «Signaling pathways regulating aromatase and cyclooxygenases in normal and malignant breast cells.». J. Steroid Biochem. Mol. Biol. 80 (2): 203–12. PMID 11897504. doi:10.1016/S0960-0760(01)00187-X
- Koki AT, Khan NK, Woerner BM;  et al. (2003). «Characterization of cyclooxygenase-2 (COX-2) during tumorigenesis in human epithelial cancers: evidence for potential clinical utility of COX-2 inhibitors in epithelial cancers.». Prostaglandins Leukot. Essent. Fatty Acids. 66 (1): 13–8. PMID 12051953. doi:10.1054/plef.2001.0335
- Saukkonen K, Rintahaka J, Sivula A;  et al. (2003). «Cyclooxygenase-2 and gastric carcinogenesis.». APMIS. 111 (10): 915–25. PMID 14616542. doi:10.1034/j.1600-0463.2003.1111001.x
- Sinicrope FA, Gill S (2004). «Role of cyclooxygenase-2 in colorectal cancer.». Cancer Metastasis Rev. 23 (1-2): 63–75. PMID 15000150. doi:10.1023/A:1025863029529
- Jain S, Khuri FR, Shin DM (2004). «Prevention of head and neck cancer: current status and future prospects.». Current problems in cancer. 28 (5): 265–86. PMID 15375804. doi:10.1016/j.currproblcancer.2004.05.003
- Saba N, Jain S, Khuri F (2004). «Chemoprevention in lung cancer.». Current problems in cancer. 28 (5): 287–306. PMID 15375805. doi:10.1016/j.currproblcancer.2004.05.005
- Cardillo I, Spugnini EP, Verdina A;  et al. (2006). «Cox and mesothelioma: an overview.». Histol. Histopathol. 20 (4): 1267–74. PMID 16136507
- Brueggemeier RW, Díaz-Cruz ES (2006). «Relationship between aromatase and cyclooxygenases in breast cancer: potential for new therapeutic approaches.». Minerva Endocrinol. 31 (1): 13–26. PMID 16498361
- Fujimura T, Ohta T, Oyama K;  et al. (2006). «Role of cyclooxygenase-2 in the carcinogenesis of gastrointestinal tract cancers: a review and report of personal experience.». World J. Gastroenterol. 12 (9): 1336–45. PMID 16552798
- Bingham S, Beswick PJ, Blum DE;  et al. (2007). «The role of the cylooxygenase pathway in nociception and pain.». Semin. Cell Dev. Biol. 17 (5): 544–54. PMID 17071117. doi:10.1016/j.semcdb.2006.09.001
- Minghetti L, Pocchiari M (2007). «Cyclooxygenase-2, prostaglandin E2, and microglial activation in prion diseases.». Int. Rev. Neurobiol. 82: 265–75. PMID 17678966. doi:10.1016/S0074-7742(07)82014-9